# عائشة جول جنكيز أكمان
عائشة جول جنكيز أكمان (بالتركية: Ayşegül Cengiz Akman)‏ (ولدت في عام 1974 في مدينة إسطنبول) ممثلة مسرحية وسينمائية وممثلة مسلسلات تلفزيونية ومخرجة.
.ولدت عائشة جول في عام 1974 في مدينة ألانيا. وفي عام 1999 تخرجت عائشة جول من كلية الطب بإسطنبول. وفي عام 2004 أصبحت عائشة جول الطبيبة المتخصصة للعائلة. عملت عائشة جول لمدة ست أعوام في فرقة المسرح بكلية الطب بإسطنبول في الفترة التي كانت تدرس بها الطب. وشاركت في مختلف المسرحيات. وخلال أعوام 1995 و 1999 قد شاركت عائشة جول في دورات تعلم التمثيل على يد أميدي بريجولو الممثل والمخرج الفرنسي. وقد شاركت عائشة جول كممثلة في العديد من مشاريع المجموعة. وفي عام 1999 قد أخرجت عائشة جول مسرحية للأطفال بعنوان «مدرسة المهرجين». وقد قامت بتدريس الفن والتمثيل خلال أعوام 2004 - 2006 في ممثلي إستديو شاهيكا تيكاند. وفي عام 2006 عملت عائشة جول كممثلة مسرحية ومساعدة في الإخراج في مسرحية بعنوان " Evridike’nin Çığlılığı " حيث أخرجها وكتبها شاهيكا تيكاند. وفي عام 2008 كتبت عائشة جول مرة أخرى مسرحية بعنوان «لا ليست أنا» لبيكيت وذلك في إطار مشاريع الشباب لممثلي الاستديو وقد مثلت باسم ‘No I- Hayır Ben’. وفي عام 2012 عملت عائشة جول كمخرجة مساعدة في مسرحية بعنوان «مسرحية» لبيكيت حيث مُثلت في مسارح شاهيكا تيكاند بمدينة بإسطنبول. ولا تزال عائشة جول تواصل أعمالها المسرحية في ممثلي الاستديو.

## المسرح
- مسرحية - عام 2012 (ممثلي الإستديو \ مسارح ميدنة إسطنبول)
- لا أنا - عام 1998 (ممثلي الإستديو)
- Evridike'nin Çığlığı - عام 2006) ممثلي الإستديو)
- نفير البوق وبيرت - عام 1999 - الفرقة المسرحية بكلية الطب بإسطنبول
- لن تكن حرب طروداة - عام 1998 - الفرقة المسرحية بكلية الطب بإسطنبول
- Köpenick'li Yüzbaşı - عام 1997 - الفرقة المسرحية بكلية الطب بإسطنبول
- جدول العجائب - عام 1996 - الفرقة المسرحية بكلية الطب بإسطنبول
- ليونس ولينا - عام 1995 -الفرقة المسرحية بكلية الطب بإسطنبول
- سجن أولي - عام 1995 -الفرقة المسرحية بكلية الطب بإسطنبول
- دائرة الطباشير القوقازية - عام 1994 -الفرقة المسرحية بكلية الطب بإسطنبول

## أفلامقصيرة
- معذرة ! من؟ هل أنا؟ - إيبك إيفي، بيرنا كتشولماز \ فوسون ديميريل
- مصوناً - عام 2011 - شيرين باركان \ فيلم أفلاطون

## وصلات خارجية
- عائشة جول جنكيز أكمان على موقع IMDb (الإنجليزية)

* عائشة جول جنكيز أكمان في السينما التركية